# Rosello
Rosello é uma comuna italiana da região dos Abruzos, província de Chieti. Estende-se por uma área de 19,2 km² e em 2016 tinha 232 habitantes (densidade: 12,1 hab./km²). Faz fronteira com Agnone (IS), Borrello, Castiglione Messer Marino, Pescopennataro (IS), Roio del Sangro, Villa Santa Maria.

## Demografia
| Variação demográfica do município entre 1861 e 2011                               |
|                                                                                   |
| Fonte: Istituto Nazionale di Statistica (ISTAT) - Elaboração gráfica da Wikipedia |